# Power optimizer
Een power optimizer (ook wel kortweg optimizer genoemd) is een apparaatje dat, als er meerdere zonnepanelen worden geplaatst, onder elk afzonderlijk zonnepaneel geplaatst kan worden om de opbrengst per paneel te behouden als één paneel als gevolg van (gedeeltelijke) schaduwwerking of vervuiling zijn maximale opbrengst verliest en dan dus niet de opbrengst van de andere in serie geplaatste panelen verlaagt. Het is afhankelijk van de (schaduw)situatie of deze extra investering interessant is. Ook kan in het geval van toepassing van een optimizer gezien worden of één en welk zonnepaneel defect is.
Optimizers kunnen ook toegepast worden bij andere energiebronnen die wisselend presteren, zoals windturbines. Een optimizer is niet hetzelfde als een omvormer, die ook vaak bij zonnepanelen toegepast wordt.